# Gulag Orkestar
Gulag Orkestar è l'album di debutto dei Beirut. È stato registrato nel 2005 ad Albuquerque nel Nuovo Messico.

## Tracce
1. The Gulag Orkestar
2. Prenzlauerberg
3. Brandenburg
4. Postcards From Italy
5. Mount Wroclai (Idle Days)
6. Rhineland (Heartland)
7. Scenic World
8. Bratislava
9. The Bunker
10. The Canals Of Our City
11. After The Curtain